# Joga Futebol
Joga Futebol es una aplicación en donde se puede encontrar videos exclusivo para fútbol aficionado en donde se puede grabar, subir y visualizar videos organizados en diferentes categorías como goles, celebraciones, partidos, entre otros. Los "Golazos" son el método para indicar que un video te ha gustado

## Trivia
La aplicación cuenta con una interfaz Interactiva con más de mil preguntas acerca de récords, Copas Mundiales, números de camisetas, rankings y muchas más. A medida que se responden las preguntas correctamente se irán ganando puntos y se podrá participar por premios que ofrecen los promotores de la aplicación .

## Novedades
La aplicación se puede utilizar en inglés y en español y próximamente estará disponible para Windows Phone. Actualmente los desarrolladores trabajan en un sistema para que los usuarios puedan organizar partidos.